# یاسمینا عمرانی
یاسمینا عمرانی (عربی: ياسمينة عمراني; متولد ۱ ژانویه ۱۹۸۸) ورزشکار دو و میدانی بازنشستۀ فرانسوی-الجزایری است که در رشتۀ هفت‌گانه تخصص داشت. بهترین امتیاز شخصی او برای این رویداد ۵۹۷۹ امتیاز است (که در سال ۲۰۱۰ گرفت). او همچنین بهترین امتیاز پنج‌گانۀ داخل سالن را با ۴۳۸۶ امتیاز دارد.
او رقابت برای الجزایر را در سال ۲۰۱۲ آغاز کرد و در مسابقات دو و میدانی قهرمانی آفریقا در سال ۲۰۱۲ در رشتۀ هفت‌گانه مدال طلا کسب کرد. او در دومین سال رقابت خود، مدال‌های طلای مسابقات قهرمانی دو و میدانی عرب و بازی‌های مدیترانه‌ای را به دست آورد.

## حرفه
یاسمینه عُمرانی در فوربک، فرانسه در خانواده‌ای ورزشکار الجزایری‌اصل به دنیا آمد. برادران کوچکترش عبدالحکیم و بلال، فوتبالیست‌های حرفه‌ای هستند. 
عمرانی از دوران جوانی در مسابقات دو و میدانی ترکیبی شرکت کرد و در مسابقات قهرمانی جوانان جهان در سال ۲۰۰۵ (اولین مسابقه بزرگ او) در ردۀ چهاردهم قرار گرفت. او در اولین دیدارهای مهم خود در سال ۲۰۰۶ ( دیدار بین المللی آرل و مولتی‌استارز) شرکت کرد و عنوان قهرمانی نوجوانان فرانسه را با بهترین امتیاز ۵۳۳۳ به دست آورد. او این امتیاز را با ۴۳ امتیاز بهتر کرد و در مسابقات قهرمانی نوجوانان جهان در سال ۲۰۰۶ در رده یازدهم قرار گرفت. در مسابقات قهرمانی جوانان اروپا در سال ۲۰۰۷ او تنها مقام هفدهم را کسب کرد.
در سال ۲۰۰۸ او به ۵۶۲۰ امتیاز ارتقا یافت و در آرل هفتم شد، در مسابقات ترکیبی جام ملت‌های اروپا هفدهم شد و بهترین امتیاز شخصی ۵۶۶۹ را برای کسب عنوان قهرمانی زیر ۲۳ سال فرانسه به دست آورد. او در سال ۲۰۰۹ از الگوی مشابهی با بهترین امتیاز ۵۷۷۲ در آرل پیروی کرد، یازدهم در جام اروپا شد، سپس بهترین امتیاز ۵۸۶۶ برای مقام هشتم در مسابقات قهرمانی زیر ۲۳ سال دو و میدانی اروپا ۲۰۰۹ به دست آورد. عمرانی در جام ۲۰۱۰ اروپا به ۵۹۷۹ امتیاز ارتقا یافت و در مجموع چهارم شد و در مسابقات قهرمانی دو و میدانی فرانسه در همان سال دوم شد. او در هر یک از آن مسابقات سال بعد نتوانست مسابقۀ هفتگانه را به پایان برساند. در آخرین بازی خود به عنوان یک ورزشکار فرانسوی در مۀ ۲۰۱۲، او ۵۸۷۵ امتیاز برای چهارمین مسابقۀ مولتی‌استارز به دست آورد. 
از ۲۲ مه ۲۰۱۲ عمرانی واجد شرایط بودن خود را به الجزایر، زادگاه والدینش منتقل کرد . او به عنوان میهمان در مسابقات قهرمانی فرانسه شرکت کرد و با ۵۹۳۵ امتیاز بهترین عنوان یک فصل را به دست آورد. در اولین بازی خود برای الجزایر، او مدال طلا را در مسابقات قهرمانی آفریقا در دو و میدانی ۲۰۱۲ به دست آورد - مدافع عنوان قهرمانی مارگارت سیمپسون نتوانست به پایان برساند و عمرانی با امتیاز ۵۹۲۴ و با اختلاف بیش از ۴۰۰ امتیاز توانست طلا را به دست آورد.
روند مدال طلای او با پیروزی در مسابقات قهرمانی دو و میدانی عرب ۲۰۱۳ و بازی‌های مدیترانه‌ای ادامه یافت. او در مسابقات قهرمانی جهانی ۲۰۱۳ در ردۀ نوزدهم قرار گرفت و در مسابقات قهرمانی آفریقا در سال ۲۰۱۴ پس از ۴ رویداد از مسابقات کنار رفت.

## پیوندهای بیرونی
- یاسمینه عمرانی در FFA